# 歌唱

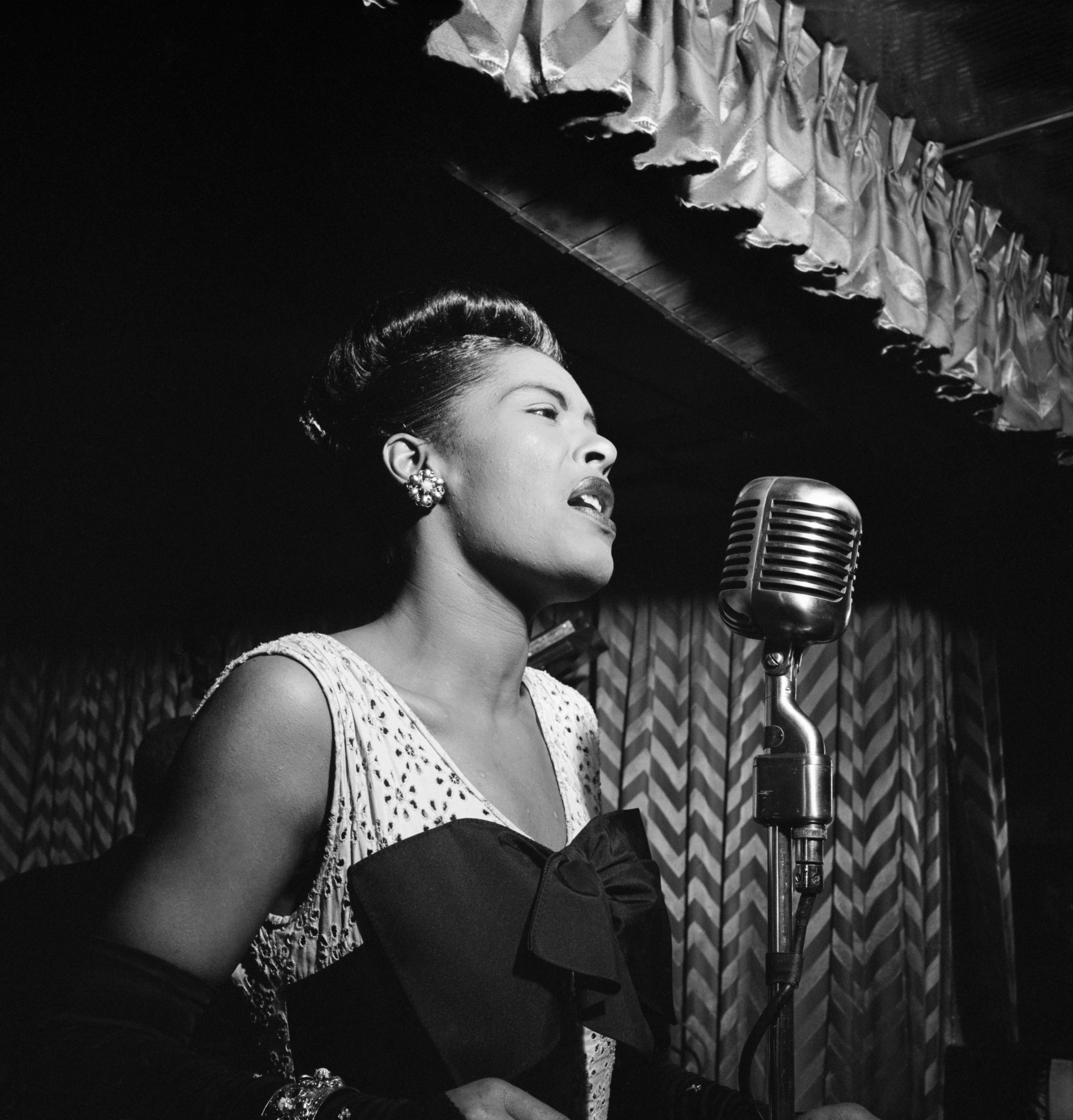
唱歌

歌唱，或唱歌，是指人類透過發聲器官產生音樂的過程。進行歌唱的人、或是以歌唱為職業的人稱為歌手。歌唱可以作為在正式場合的一種表演藝術、可以是有宗教、教育、營利等目的、也可以是日常生活的娛樂；歌唱可以是經過準備及練習的，也可以是即興的。如同其它技術，純熟的歌唱技巧需要經過持續且充份的練習。
美好的歌唱可以帶給人信心、愉悅、滿足、情感。

## 類型

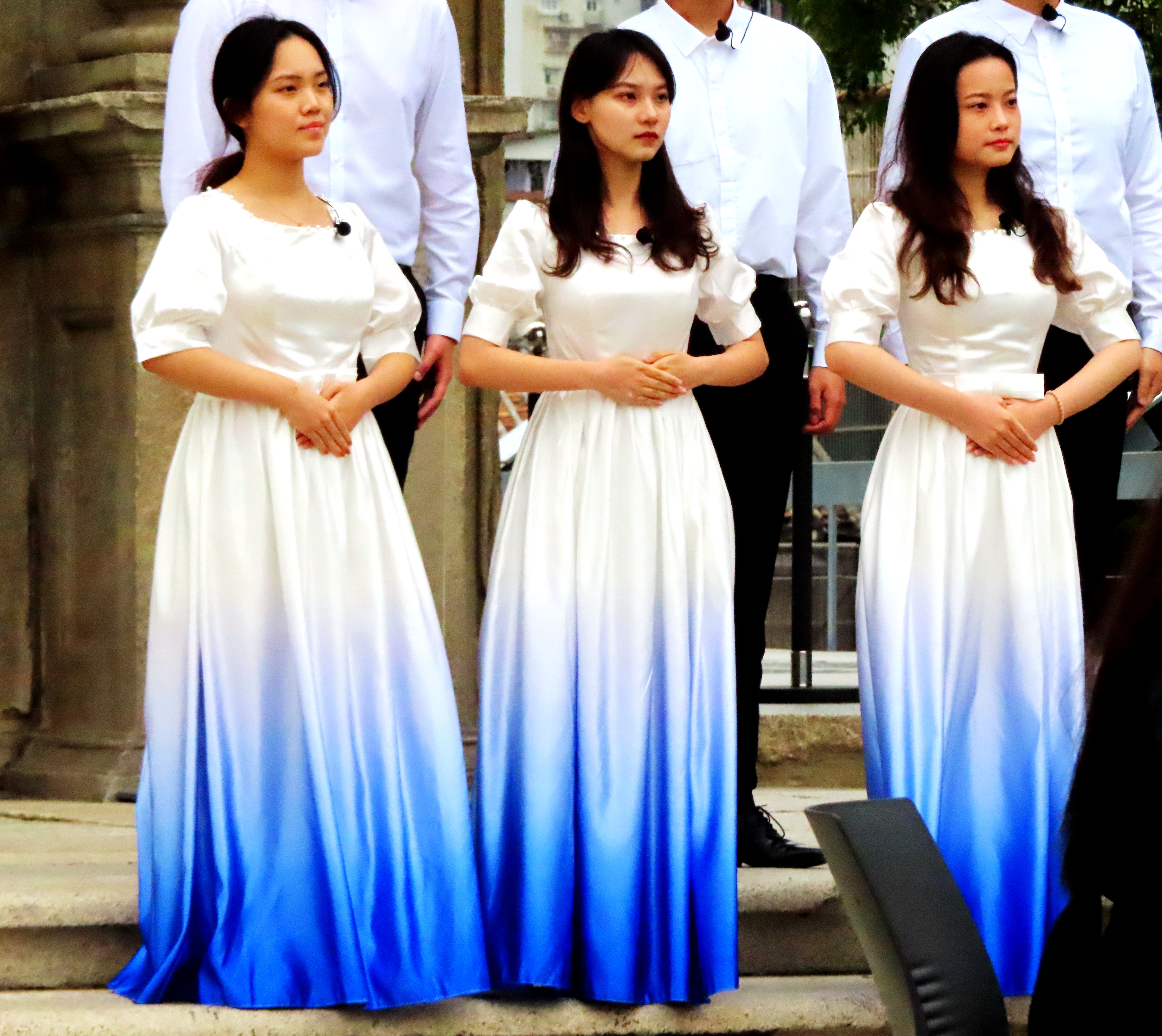
合唱

依據人數區分：
- 独唱
- 对唱
- 重唱
- 合唱

依據音樂流派區分：

## 聲部

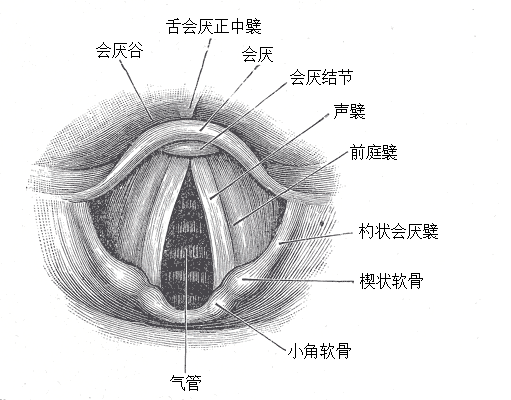
声带解剖图

每一個人都擁有不同的音域，男性通常能夠唱出較低、雄厚的聲音，音域可由兩個低音F至A﹔女性普遍能夠唱出較高，較清脆的聲音，音域可从一個低音E至兩個高音C。

## 技巧
和正常发声一样，歌唱的声音也是产生自声带和口腔。但歌唱更注意着重于通过横膈膜和腹部甚至下腹部肌肉来调整呼吸，从而更順暢地控制音高、音色等。歌唱常需要深呼吸，因此较大的肺活量是一个有利因素。
训练有素的歌唱是一项整体化的活动，需要身体有效协调很多物理过程。这些过程主要包括呼吸，发声，共鸣和调音，产生的次序如下：
1. 肺部深度吸气至腹部，并将气流平稳呼出
2. 声带初始化声音
3. 共鸣腔体（如喉腔、鼻腔及颅腔等）接收并影响声波
4. 调音部位（如嘴唇、下颚、舌头及软腭等）塑造声音，使之成为可识别的单元

一般观众不会意识到一位专业的歌者或演讲者在协调这些过程，他们只会感受到各种技巧融为一体的效果。很多发声问题也可以追溯到缺少协调这四个过程的能力上。
歌唱中的颤音是指音高急剧上下波动的声音，是由空气有控制地通过放松的喉部而产生。
使用歌词的情况下，表演者应该对歌词内容有适当的理解，并且注意发音标准。吐词时，口型一般比说同样的字句要夸张。

### 训练声乐技巧
歌唱是一项需要高度训练的肌肉反射的技能。歌唱不需要非常强的肌肉力量，但对各肌群的协作配合有高度要求。人们可以通过系统性的声乐和歌唱训练来提高歌唱水平。声乐教师会使其学生科学有效地训练声音。歌者应该在唱歌的过程中持续思考其正在发出的声音和体验到的感受。声乐教师的重要性不可忽视，因为一位歌者自己听到的歌声和外界听来并不尽相同。因此，一位好老师可以引导学生将理想的歌唱风格所需的声音和从身体内部听到的声音练习在一起并成功复现。

## 健康
歌唱對身體健康有正面的幫助，可以增加肺活量、降低憂鬱情緒、減輕壓力、增加免疫能力。